# Fernando Martínez Hernández
Fernando Martínez (Sevilla, 1972) es un periodista, editor y escritor español.

## Biografía
Licenciado en Ciencias de la Información, rama Periodismo, por la Universidad de Sevilla, comenzó su trayectoria profesional en El Correo de Andalucía. Posteriormente hizo lo propio en el diario ya desaparecido Sevilla Información, donde coordinó la sección de Cultura. Formó parte de la Enciclopedia General de Andalucía en 2004. Colabora como redactor de la Empresa Pagés en la Real Maestranza de Caballería de Sevilla, así como en la revista digital Anatomía de la Historia. Desde 2000 imparte clases de Lengua castellana y Literatura. En septiembre de 2014 fundó la editorial Titánica, dedicada a libros de divulgación en formato digital. Desde octubre de 2017 coordina la revista de cultura en formato digital fm·revista de cultura (ISSN 2530-0253), desde Sevilla. 
En sus textos siempre aparece un juego virtuoso entre el periodismo y literatura, la divulgación científica con la mera ficción y, por ello, entre la erudición más habitual con altas dosis de imaginación. Ha probado fortuna con géneros tan dispares como la novela, la historia, la antología de artículos periodísticos, el teatro o la lingüística, como le ha ocurrido con la elaboración de un diccionario de términos taurinos. A lo largo de toda su obra no está exento el humor y la ironía, donde la realidad se confunde constantemente con la pura invención.

## Obra

### Como autor
- La Paz. Luz del Porvenir. Lautaro Editorial Latinoamericana 1995 Depósito Legal SE-65395.
- Breve diccionario taurino. Editorial Almuzara 2005 ISBN 8496416097
- La tarde más larga. Editorial Almuzara 2006 ISBN 9788488586377
- Manolete por Manolete. Ayuntamiento de Sevilla, Área de Fiestas Mayores 2007 ISBN 8496672271
- Leones, quaggas y pieles rojas. Círculo Rojo 2011 ISBN 9788499911045
- Una historia de la Guerra de Secesión. Círculo Rojo 2012 ISBN 9788499917917
- Otros tiempos. Una aproximación a la cultura del toro. Culbuks 2013 ISBN 9788494076312
- Contracrónicas. Tres años en la Real Maestranza. Culbuks 2013 ISBN 9788494076336
- La guerra de Secesión. Sílex 2013 ISBN 9788477377979
- Escena de Semana Santa. Culbuks 2014 ISBN 9788494208379
- 150 imágenes de la guerra de Secesión. Punto de Vista Editores 2014 ISBN 9788415930327
- Cartas desde Gibraltar. Titánica 2014 ISBN 9788469587799
- RMS Titánic. Titánica 2014 ISBN 9788469702916
- Feria de Abril.1900. Titánica 2015 ISBN 9788460661900
- Turistas accidentales. Titánica 2015 ISBN 9788461699773
- Guerra de Secesión: Crónicas. Titánica 2016 ISBN 9788460884729
- Vermeer. Titánica 2016 ISBN 9788460893684
- Marilyn. Titánica 2018 ISBN 9788409024193
- Textos teatrales adaptados para la Educación Secundaria Obligatoria. Culbuks 2019 ISBN 9788412019278

### Como editor
- Morante. Una plaquette, de Ángel Cervantes. Titánica 2015 ISBN 9788460672616